# بومانت (ویرجینیای غربی)
بومانت (به انگلیسی: Bomont) یک منطقهٔ مسکونی در ایالات متحده آمریکا است که در شهرستان کلی، ویرجینیای غربی واقع شده‌است. بومانت  ۲۵۲٫۹۹ متر بالاتر از سطح دریا واقع شده‌است.